# 南極海

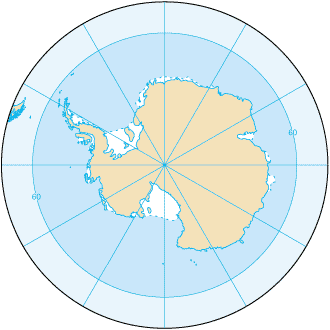
南極海の範囲。

南極海（なんきょくかい、英語: Southern Ocean）は、南極大陸のまわりを囲む、南緯60度以南の海域である。南大洋（なんたいよう）や南氷洋（なんぴょうよう）、南極洋（なんきょくよう）とも呼ばれる。世界で最も南にある海である。五大洋のうちでは、太平洋、大西洋、インド洋に次ぐ第4位の大きさであり、北極海よりも広い。
南極海の北の境界は地理学者たちの間でも厳密には合意が得られておらず、太平洋、大西洋、インド洋との間にはどちらに所属するか意見の分かれる海域が存在している。何人かの学者は南極海は60度で分割されるのではなく、季節によって変動する南極収束線に合わせるべきと主張している。オーストラリアは、オーストラリア南岸以南のすべての海域を南極海に含めるべきと主張している。

## 概要
面積は約20,327,000平方キロメートルで、最深部はサウスサンドウィッチ海溝南部のファクトリアン海淵で水深7,434メートル、平均深度は約4,000メートルである。
南極海は、南極大陸の周りを囲んでいる。時計回りにロス海、アムンゼン海、ベリングスハウゼン海、スコシア海の一部、ウェッデル海、ラザレフ海、リーセルラルセン海、デービス海を含む。南太平洋、南大西洋、インド洋南部とつながっている。
南極海には、サウス・オークニー諸島、サウス・シェトランド諸島、スコット島、バレニー諸島、ピョートル1世島などの島々が存在する。
インド洋、太平洋、大西洋との明確な地理的境界はないが、南極前線が生物分布での境界線にあたる。なお地理上の南極圏は南緯66度33分から南であるため、南極海がすべて南極圏に属しているわけではない。
南極海が他の海洋から分かれたのは南極周回流ができた時だが、これは3000万年前に南極大陸と南アメリカ大陸が離れてドレーク海峡ができてからであり、極めて若い大洋である。それ以前は南極大陸まで暖流が届いていたので、今のような氷の大陸ではなかった。
南極海は南極前線以北の海域よりも水温は2 - 3℃低く、塩分濃度も高いので、浅海に棲息する生物は南極海と北側の海との間を行き来することができない。そのため、南極海には独特な環境に適応し独自の進化を遂げた生物が多く、北側の海とは大きく異なる南極の生態系が形成されている。
地球上の海洋の中では非常に冷たい（海水の氷点より高い-1.9℃以上）が、陸上の気温と比べると遥かに暖かい。そのため、多様な生物の姿が見られる。南極の真冬の気温は-20℃から-30℃だが、水温は0℃近くなので、温度差は20℃、場合によっては30℃にもなる。季節変化のサイクルに応じてプランクトンが増減する。
南極海の上空では、南緯60度付近に亜寒帯低圧帯が形成される。一方、南極大陸上空では氷床によって空気が冷やされるために極高圧帯が形成され、ここから強烈な寒気が北の亜寒帯低圧帯に向かって吹き込む。さらに南極海には北半球と違ってこの風を和らげるような巨大な陸地が存在しないため、南極海北部は絶叫する60度と呼ばれるほどの猛烈な嵐に見舞われることが多い。なお、この寒気は南極海以北にも影響を与え、狂う50度や吠える40度と呼ばれる暴風圏を作り出す。
南極海には、世界最南端の火山であるロス島のエレバス山や、サウスシェトランド諸島にあるデセプション島など、いくつかの火山が存在する。デセプション島は火山の山頂部のカルデラがそのまま水没して縁の部分のみ残ったものであり、C字型の島の内湾は火口であるため、地底から湧き出る熱水と地熱によって冬でも凍結せず、また島が周囲の強風から内湾を守るために、南極海において最も優れた良港となっている。そのため、かつてはアザラシやクジラ猟の拠点として多くの漁業会社が基地を置いており、会社撤退後も観測基地がおかれていたが、1967年にデセプション島が噴火して大きな被害を受けた。デセプション島は、1969年から1970年にかけても再び噴火した。また、デセプション島においては湧き出る温泉によって海水が温められるため、温泉の湧きだし口のそばでは温泉浴や海水浴が楽しめる。ただし、周囲の海水は南極海の標準水温であり、また温泉はかなりの温度があるため、混合を誤ると極寒や灼熱となる。

## 氷山と棚氷

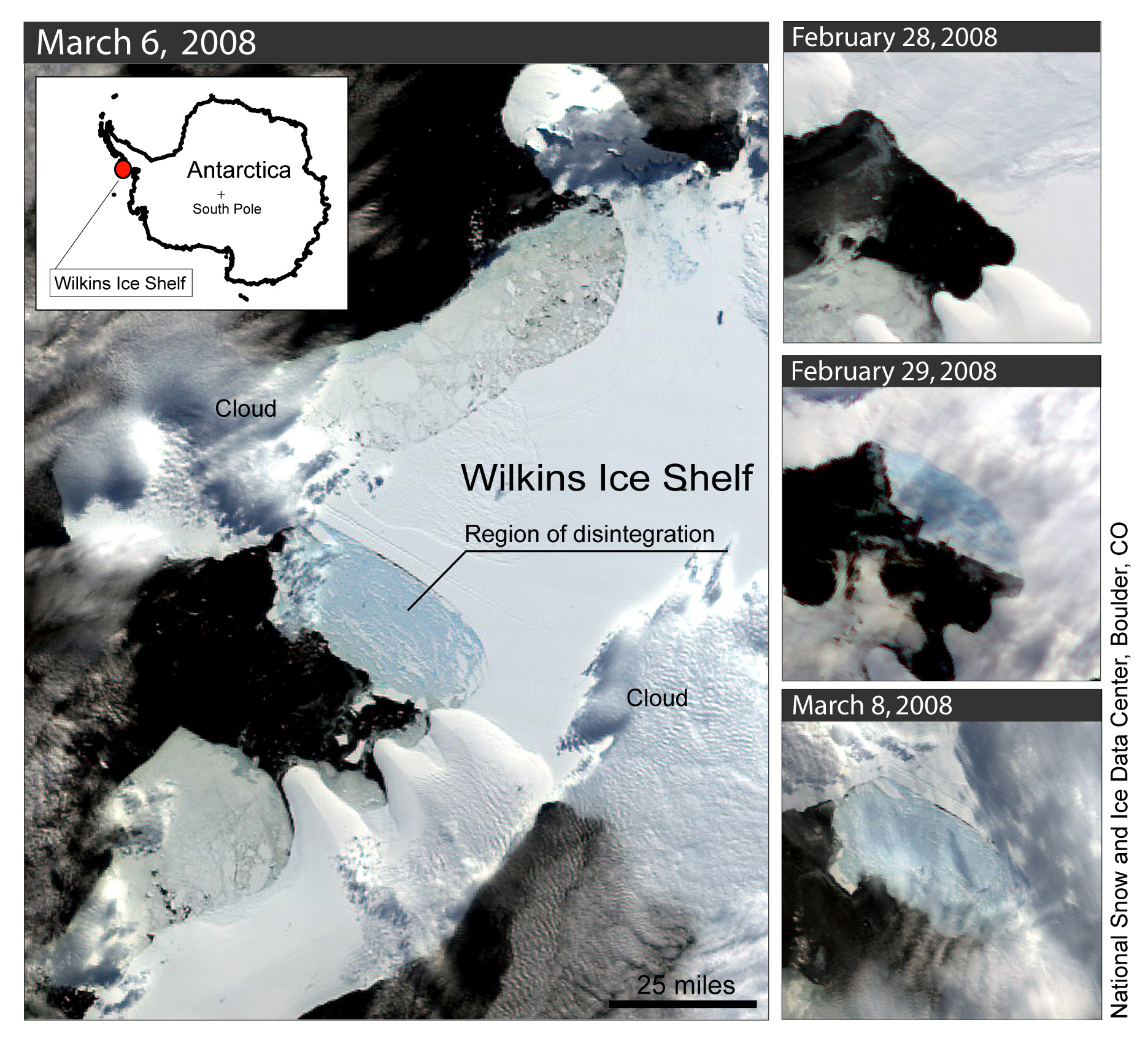
ウィルキンス棚氷の位置と2008年に崩壊した様子

南極海の南岸はすべて南極大陸となっているが、南極大陸の海岸の多くは氷で覆われており、岩石が露出しているのは全海岸の5%にすぎない。13%は氷河、38%は氷床がそのまま壁となっている氷壁であるが、最も多い44%の海岸は棚氷となっている。棚氷は南極を覆う氷床が海の上にそのまま張り出したものであり、陸上の氷と連結している。棚氷の厚さは数十mにも達する。棚氷で最も大きなものはロス海に浮かぶロス棚氷 (472,960 km2)であり、ついでウェッデル海の南側を覆うフィルヒナー・ロンネ棚氷 (422,420 km2)が大きい。この2大棚氷は突出して大きな棚氷であるが、他にも南極大陸沿岸にはアメリー棚氷 (62,620 km2)、ラーセンC棚氷 (48,600 km2)、リーセル・ラーセン棚氷 (48,180 km2)、フィンブル棚氷 (41,060 km2)、シャクルトン棚氷 (33,820 km2)、ジョージ6世棚氷 (23,880 km2)、ウエスト棚氷 (16,370 km2)、ウィルキンス棚氷 (13,680 km2)といった大きな棚氷が存在する。これらの棚氷は、末端部分は海に浸食されてやがて棚氷から分離し、氷山となる。氷山はなにかの衝撃で末端部分が崩壊してできることがあり、東日本大震災時にも南極大陸に到達した津波の衝撃によって巨大氷山が南極海に流出している。
20世紀末以降、地球温暖化の影響などで南極各地で棚氷の崩壊が観測されるようになってきている。上記のラーセンC棚氷はかつてラーセン棚氷（ラルセン棚氷）と呼ばれる一つの巨大な棚氷だったが、1995年1月にラーセンA棚氷が崩壊、2002年2月にはラーセンB棚氷の半分が崩壊し、2012年にはラーセンB棚氷の85%が消滅していることが明らかになった。これにより、ラーセン棚氷はほぼラーセンC棚氷が残存するのみとなった。2008年にはウィルキンス棚氷の末端部が急速に崩壊しつつあることが確認され、南極半島とは細い氷床でつながっているだけとなっていたが、2009年4月5日には南極大陸からの分離が確認され、棚氷ではなくなった。こうした棚氷の崩壊の最大の原因は、海水温の上昇によって棚氷の底面が融解しつつあることが大きな原因の一つとされる。
南極海には多数の氷山が浮遊している。南極海の氷山は南極大陸の棚氷が割れて海へと流れ出たものであるため、多くはテーブル型の平らな形をしており、巨大なものが多い。南極の氷山の北上する限界点は、ごくまれにある巨大すぎて溶け切れなかったものを除けば南緯60度前後であり、南極海とほぼ一致する。また、南極大陸に近づくにしたがって海そのものが凍り始め、南極大陸沿岸やウェッデル海は年間を通じて結氷したままである。こうした永久氷に覆われた海域は、しかし北極海と比べると非常に小さい。南極大陸沿岸の多くの部分で、永久氷は大陸の縁に20kmから30kmほど張り付いているに過ぎない。これは、北極海が閉鎖性海域であるうえ北極点が洋上にあるのに対し、南極海は極点が大陸上にあるため最も寒い区域は海上にないことや、南極海が広く開けた海域であり、また常に強風が吹いているために氷の定着が妨げられることによる。このため、南極海の氷の多くは一年で成長し融解する流氷となっている。この流氷は夏季になれば大部分は溶けるものの、一部は残存し、また風によって吹き寄せられることが多いため、夏季においても各国の就航させる南極砕氷船が氷に閉じ込められることがよくある。逆に、冬季にはこの氷は非常に成長する。
海氷に覆われたこうした海域にも、ところどころにポリニヤと呼ばれる氷のない水域が存在する。これは深海からの温かい水の上昇や海流の影響などによってできるもので、栄養が豊富なうえ日光をよく吸収し温暖となるため、光合成をおこなう植物プランクトンが繁殖しやすく、さらにそれを餌とする動物も多く集まるなど、生物にとってのオアシス的存在となっている。

## 海流
南極海では南極周極流（南極環流）と呼ばれる大きな海流が流れており、南極海とはこの海流によって結ばれた海域を指すと言ってよい。南極周極流は寒流であり、上空の偏西風帯の影響を受けるために西から東へと流れる。流速は速くはないが、横幅も上下幅も広いため、流量は莫大なものになる。一方で、南極大陸沿岸には東から西へと風の吹く緯度帯があるため、海流もそれにつれて東から西へと流れる。これは東風皮流と呼ばれ、南極周回流とは逆方向に流れるため、この2つの海流の接点には潮目ができ、ここに深層から温かい水が上昇してくる。この水は栄養に富み、多くの植物プランクトンを繁殖させる。
南極海の水は、冷たい表層水、暖かい深層水、非常に冷たい底層水の3つに大きく分かれる。表層の水は海氷や空気によって冷やされ、マイナスの温度となっている。一方、深層の水はプラスの温度であり、暖かい。この2つの水とは別に、南極大陸の沿岸やロス棚氷、ウェッデル海などでは海水が氷によって激しく冷やされ、大陸のふちに沿って海底にまで沈んでゆく。とくにウェッデル海においてこのプロセスは最も盛んである。これは南極底層水とよばれ、グリーンランド沖で作られる北大西洋深層水とともに深海に沈み込む水塊として、熱塩循環（海洋大循環）の重要な要素となっている。南極海においては、あと二つ重要な水塊が存在する。周極深層水は北大西洋深層水を起源とする暖かく高塩分な水塊であり、大陸棚に流入することで南極氷床が融解させる原因となっている。このほか、さらに北側において形成される南極中層水がある。この水塊は上記の2つの水塊よりさらに温かいため、深層まで流れ下らずに中層でとどまり、そこで広がる。南極底層水と南極中層水は、大西洋・インド洋・太平洋の三大洋すべてに流入する。
南極周極流のさらに南側には、ウェッデル循環（Weddell Gyre）とロス循環（Ross Gyre）の2つの亜寒帯循環（環流）が存在する。いずれもウェッデル海とロス海の周辺のみを、時計回りに回る環流である。他の南極海沿岸域では、南極環流が大陸に接近しており、沖合の暖水が大陸棚に流入しやすい状況になっている。

## 海底
南極海の海底は、南極大陸の大陸棚部分を除けば、広い海盆によって取り巻かれている。南極半島から延びる南スコシア海嶺はスコシア海南縁沿いにサウスサンドウィッチ海溝まで伸び、さらに東に南アメリカ南極海嶺が続くが、これらの海嶺の南方にウェッデル海盆が広がる。ブーベ島南方を境にエンダービー海盆が大西洋南端の中ほどからインド洋南端の中央部まで広がり、ケルゲレン海台によって終わる。海台の東側からはオーストラリア南極海盆が広がり、北のニュージーランドから延びてくるマッコーリー海嶺で終わる。マッコーリー海嶺の東側には太平洋南極海嶺が東西に延びるが、この海嶺はやがてアムンゼン海の北付近でより北へ向きを変え、かわってアムンゼン海盆、ベリングスハウゼン海盆が広がる。この海盆の東端は南極半島である。
南極海の海底には、陸地から流出した堆積物が厚く堆積している。他大洋と違い、この堆積物は河川から流入したものではなく、氷河から流入したものである。南極大陸の厚い氷床から張り出した棚氷は氷山となって南極海へと流れだすが、この氷山には氷床の下の大陸から削り出された石や砂が多量に含まれている。氷山は南極海内にてほぼ溶けるが、この際に氷山に含まれていた石や砂も海中に放出され、その下の海底へと堆積するのである。氷山が筏の役割を果たすため、河川からの堆積物に比べ氷山からの堆積物はより陸地から離れたところにまで到達する。河川による堆積物は川を流れていく最中で細粒化され細かい泥となって堆積するが、氷河ではそういった細粒化の働きが小さいため、氷河からの堆積物は礫から細かい砂にいたるまでさまざまな大きさのものを含み、均一化されていない点に特徴がある。この氷河堆積物地帯は、南極大陸をぐるりと取り囲んでおり、南極大陸からおよそ1000km沖合にまで厚く堆積し層をなしている。この氷河堆積物地帯の北側には、珪藻を起源とする軟泥が、やはり南極大陸を取り巻くように分布している。他大洋と違い、南極海に接する大陸は南極大陸のみであり、南極大陸には流水がほぼ存在しないため、南極海に流入する恒久河川は存在しない。また、南極海沿岸のほとんどは氷におおわれているため、波による海岸の浸食がほとんど存在しないことも特徴である。

## 探検史
人類史上初めて南極海を周航したのは、ジェームズ・クックである。彼は1772年から1775年にかけての第2回航海で英国軍艦レゾリューション号を指揮して南極海を周航し、1773年1月17日にはヨーロッパ人としてはじめて南極圏に突入し、南緯71度10分まで達したが、南極大陸を発見することはできなかった。しかし彼の航海によって、南方の未確定領域は大幅に狭められ、伝説の南方大陸（テラ・アウストラリス、メガラニカ）は存在しないことが明らかとなった。クック自身は、氷山の形状などから彼が探検した海域の南方には大陸があることを予想していたが、それは人類が居住できるようなものではないことも予測していた。また、クックはこの海域にクジラやアザラシが多く生息していることを報告し、そのため1790年代以降にはこの海域にはアザラシ漁師たちが出没するようになった。初期の南極海探検において、こうしたアザラシ漁師たちは重要な役割を果たした。1819年にはイギリスのウィリアム・スミスがサウス・シェトランド諸島を発見した。これは、南緯60度以南においては初の陸地の発見であった。
1820年には人類は南極海を越え、南極大陸が発見された。この発見者はロシア海軍のファビアン・ゴットリープ・フォン・ベリングスハウゼン、イギリス海軍のエドワード・ブランスフィールド、アメリカ人アザラシ漁師のナサニエル・パーマーの3人のうちいずれかとされる。いずれか、というのは、この三人はほぼ同時に南極大陸を発見しており、発見日に数日程度のずれしか存在しないため、正確な発見者の確定ができないためである。また、この際ベリングスハウゼンは南極海をクックよりも高い緯度で周航している。1821年にはパーマーとイギリスのジョージ・パウエルがサウス・オークニー諸島を発見した。1830年代から1840年代初頭にかけては、ジョン・ビスコー、ジョン・バレニー、チャールズ・ウィルクス、ジュール・デュモン・デュルヴィル、ジェイムズ・クラーク・ロスといった探検家たちが南極海を航行し、多くの発見を成し遂げている。ウィルクスの航海によって南極大陸の海岸線の70%程度はほぼ確定し、ロスはエレバス山やロス棚氷などを発見している。
1874年にはチャレンジャー号探検航海中のチャレンジャー号がケルゲレン諸島から南極海へと突入し、調査を行った。
ここまでの調査は南極海の調査というより南極全般の調査であったが、南極海を専門の対象とした調査は、1925年にイギリスによって開始されたディスカバリー号調査を嚆矢とする。この調査は第二次世界大戦の勃発まで10回にわたって行われ、南極海のデータを収集するのに大きな役割を果たした。
1940年代以降、複数の国家が南極海および南極の領有を宣言するようになり、1952年には南極海最良の港であるデセプション島において、領有を主張するイギリス軍とアルゼンチン軍の間で発砲騒ぎも起きている。一方、第二次世界大戦後、チリやアルゼンチンなど数か国が南極に観測基地を設置していたが、1957年から1958年にかけての国際地球観測年によって参加各国が南極大陸の海岸にまんべんなく南極観測基地を設置し、協力体制が構築された。これを踏まえ、1959年には南極条約が採択され、南緯60度以南における領土主張はすべて凍結された。

## 名前について
南極海という言葉は、長年、南極周辺の海を指す非公式な名だったが、国際水路機関 (IHO) が2000年に大洋と認定する草案が採択された（正式な採用には至っていない）。これは、近年の海洋学において海流の重要性が確認され、南極周回流によって一つに結ばれている海域を他の大洋から独立させることに科学的根拠が生まれたからである。IHOの決議では、加盟68国のうち28国が投票し、アルゼンチンを除く27国が新しい大洋の設定に賛成した。18国が Southern Ocean に投票し、別名の Antarctic Ocean を破ったので、前者に決まった。

## 人文地理

南緯60度以南における領有権主張（面積順）。主張のいくつかは地域が重複している :
オーストラリア
ノルウェー
イギリス
チリ
アルゼンチン
ニュージーランド
フランス

南緯60度以南が南極海の海域となっているが、この範囲はそのまま南極条約の適用範囲と一致するため、南極海において各国の領土は存在しない。ただし、南極条約は各国の領土主張を凍結しているのみであるため、南極海内の諸島を自国領と主張している国家は複数存在する。サウス・オークニー諸島はイギリスとアルゼンチンが、サウス・シェトランド諸島はイギリス・アルゼンチン・チリが、スコット島とバレニー諸島はロス海属領の一部としてニュージーランドが、ピョートル1世島はノルウェーがそれぞれ領有権を主張している。また、南極海沿岸の南極大陸においても、イギリス（イギリス領南極地域）、オーストラリア（オーストラリア南極領土）、ニュージーランド（ロス海属領）、フランス（アデリーランド）、ノルウェー（ドロンニング・モード・ランド）、チリ（チリ領南極）、アルゼンチン（アルゼンチン領南極）の7か国がそれぞれ領有権を主張している。
他大洋とは違い、南極海沿岸には本来の意味での恒久的な人類の居住地がまったく存在しない。南極大陸や周辺の諸島には各国が南極基地を建設しているが、滞在者はすべて数年で交代するため、居住者は（後述する例外を除き）いない。物資や隊員を送り込むのには南極海を砕氷船によって輸送するのが最も効率が良いため、南極基地の多くは南極海沿いに点在している。なかでも、南極半島周辺は緯度も低く海況も他海域に比べればよく、根拠地となる南アメリカ大陸からの距離も近いため、多くの南極基地が密集している。棚氷部分を除く、南極海で最も南の地点はロス棚氷ならびにフィルヒナー・ロンネ棚氷の端の部分である。なかでもロス棚氷の西端に位置するロス島は船舶の接岸できる南限であり、南極大陸深部探検の際はここが拠点とされることが多かった。現在でも、南極最大の基地であるマクマード基地はこのロス島におかれ、埠頭も建設されている（後述）。

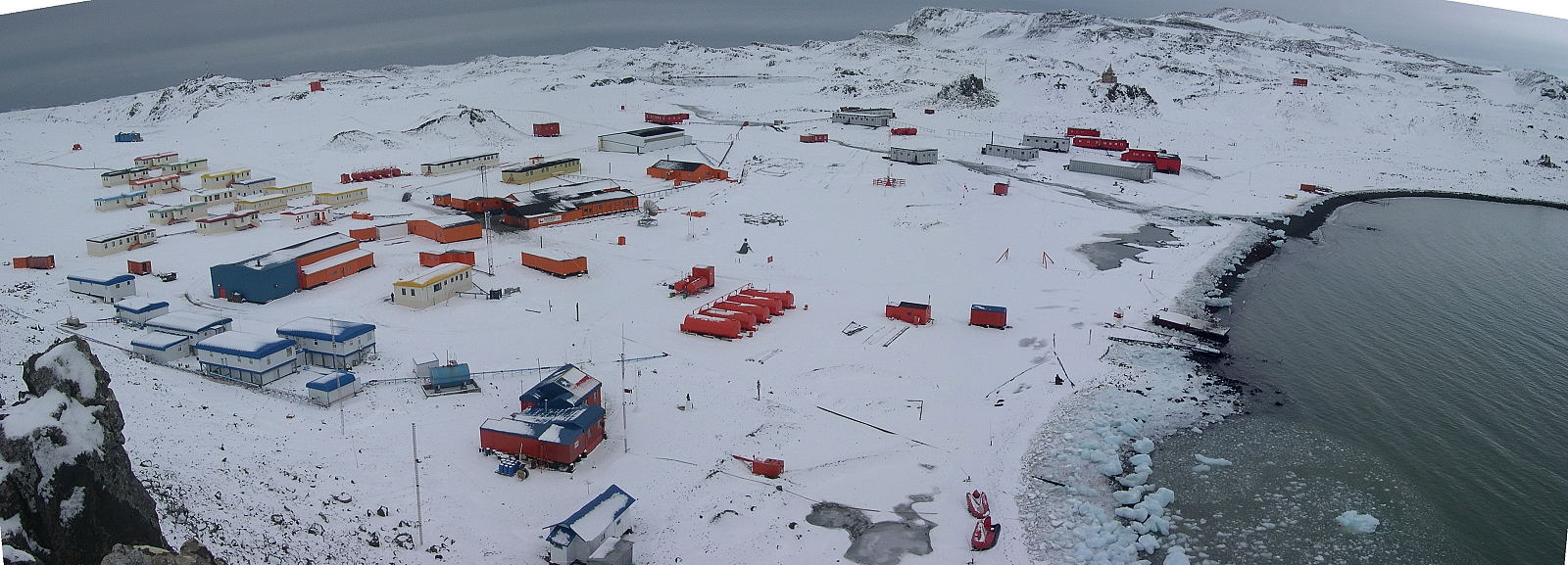
上空より見たビジャ・ラス・エストレージャス

上記の領有権主張の関係から、領有権の根拠とするために南極観測基地に定住者を送り込む国はいくつか存在する。アルゼンチンは南極半島北端グレアムランドのホープ湾にあるエスペランサ基地に定住者を送り込んでおり、50人以上がこの基地で越冬する。この基地には学校やラジオ局、土産物屋も存在する。同じくチリも、キングジョージ島にビジャ・ラス・エストレージャスという街を建設し、80人から150人ほどが居住している。ビジャ・ラス・エストレージャスを中心とするチリ領南極全域は、マガジャネス・イ・デ・ラ・アンタルティカ・チレーナ州に属するアンタルティカと呼ばれる一つのコムーナ（基礎自治体）を形成している。この町はチリのエドゥアルド・フレイ・モンタルバ基地に隣接している。エドゥアルド・フレイ・モンタルバ基地には滑走路が存在しており、ビジャ・ラス・エストレージャスならびに同島に存在する8か国の南極観測基地への物資供給に重要な役割を果たしている。同島にあるロシアのベリングスハウゼン基地には、ロシア正教会の至聖三者聖堂が存在する。

## 資源

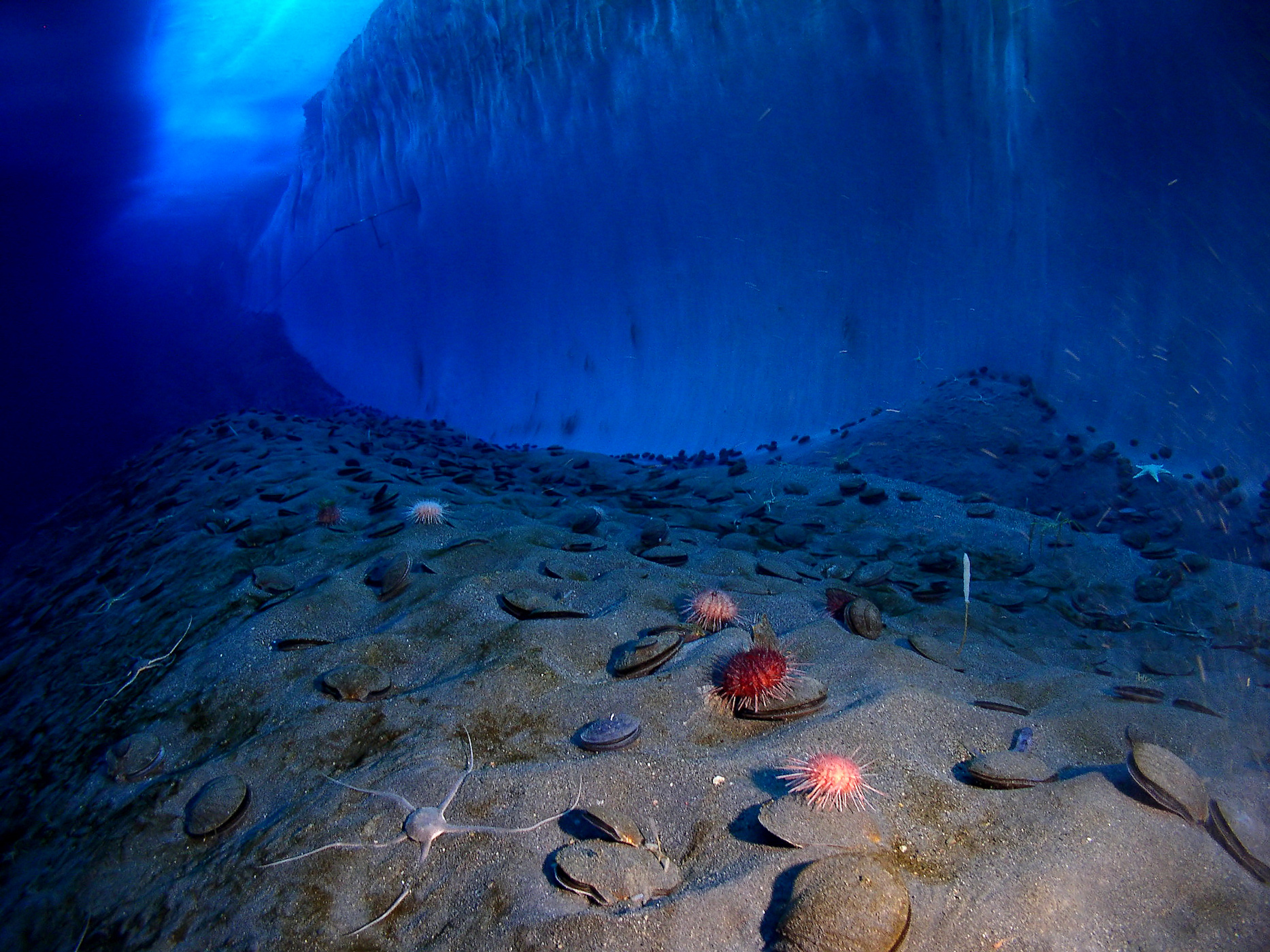
マクマード湾の海底の生物。なお後方に見える青白いものは氷である。

南極海は鉱物資源・動物資源の豊富さが注目されている。石油、天然ガス、漂砂鉱床、マンガン団塊などのほか骨材となる砂利が海底に眠っている。またイカ（ダイオウイカ、ダイオウホウズキイカなど）、魚（ショウワギス、ライギョダマシ、コオリウオなど）、アザラシ、クジラ、オキアミ（ナンキョクオキアミなど7種）、ペンギン（18種中8種）などの生物も多く生息する。アザラシに関しては1790年代から1820年代にかけて乱獲が行われ、特に南極半島やその沖合の諸島において急減したが、その後やや回復している。

## 漁業
2012年現在、南極海における主な漁獲種類は、ナンキョクオキアミおよびマジェランアイナメ、ライギョダマシの3種である。このうち、マジェランアイナメ（かつては銀ムツと呼ばれた）とライギョダマシは近縁で、メロ類として統計では一括される。マジェランアイナメ・ライギョダマシは一時乱獲による資源の枯渇が心配され、漁獲制限が行われたが、現在は横ばいの状態にある。2009年から2010年にかけての漁獲高は16,133トンである。ナンキョクオキアミは南極海にのみ生息するが、1種属としては世界最大のバイオマス量を持つとされ、南極海のキーストーン種となっている。現在の推定総資源量は1億トン以上、主漁場であるスコシア海域だけでも6030万トン(2010年）と推定され、2010年から2011年の漁獲高は179,132トンであり、増加傾向にはあるものの総資源量に影響を及ぼすには遠く及ばないため、現在の漁獲レベルにおいては枯渇の心配はそれほどないとされる。しかし、ナンキョクオキアミの資源量は大きな増減が認められ、また南極海の生物層に非常に重要な役割を果たしている種であるため、予防的に漁獲量の制限は設けられている。ナンキョクオキアミの漁業は1961年から1962年にかけて、ソビエト連邦によって開始された。ナンキョクオキアミの漁獲国としてはノルウェーが102,815トン（2010-2011年）で最大で半数以上を占めており、ついで韓国、日本と続く。

## 交通
南極海には人類の定住する地区が存在しないため、港も非常に少ない。各地の南極基地に港はあるものの、氷の溶ける夏季にしか使用できず、それも砕氷船を就航させなければならない。また港湾設備がないためはしけによる通船を余儀なくされる。唯一の例外は南極大陸沿岸のロス島にあるアメリカのマクマード基地であり、ここには1973年に港湾設備が建設され、以後は船がそのまま接岸できる世界最南の埠頭となっている。この桟橋は氷によって建造され、氷の桟橋となっている。
南極海に船が向かう際は、周辺の大陸の大規模港湾を拠点として使用することがほとんどである。最も南極に近い大規模港湾であるアルゼンチンのウシュアイアやチリのプンタ・アレーナスといった南アメリカ大陸の港湾のほか、南アフリカ共和国のケープタウンや、オーストラリアのシドニーやフリーマントルなどが拠点としてよく使用される。

## 観光
1990年代以降、南極海を周航、または南アメリカ大陸から南極半島各地を巡る観光クルーズ船が多数就航するようになり、多くの観光客が南極海を訪れるようになった。南極海クルーズの拠点となるのは、世界最南の都市と呼ばれるアルゼンチンのウシュアイアである。2007年には、こうしたクルーズ船はウシュアイアから50隻出発し、計2万9千人ほどがクルーズを利用した。これらのクルーズ船のほとんどは南極半島付近に立ち寄り、常住者のいるキングジョージ島のビジャ・ラス・エストレージャスや、温泉の湧くデセプション島などを周遊する。
クルーズ船が多数就航されるに伴い事故も増加傾向にあり、2007年11月23日にはサウスシェトランド島沖で沈没事故が、2008年12月4日には南極半島沖で座礁事故が発生した。

## オーストラリアが主張する海域

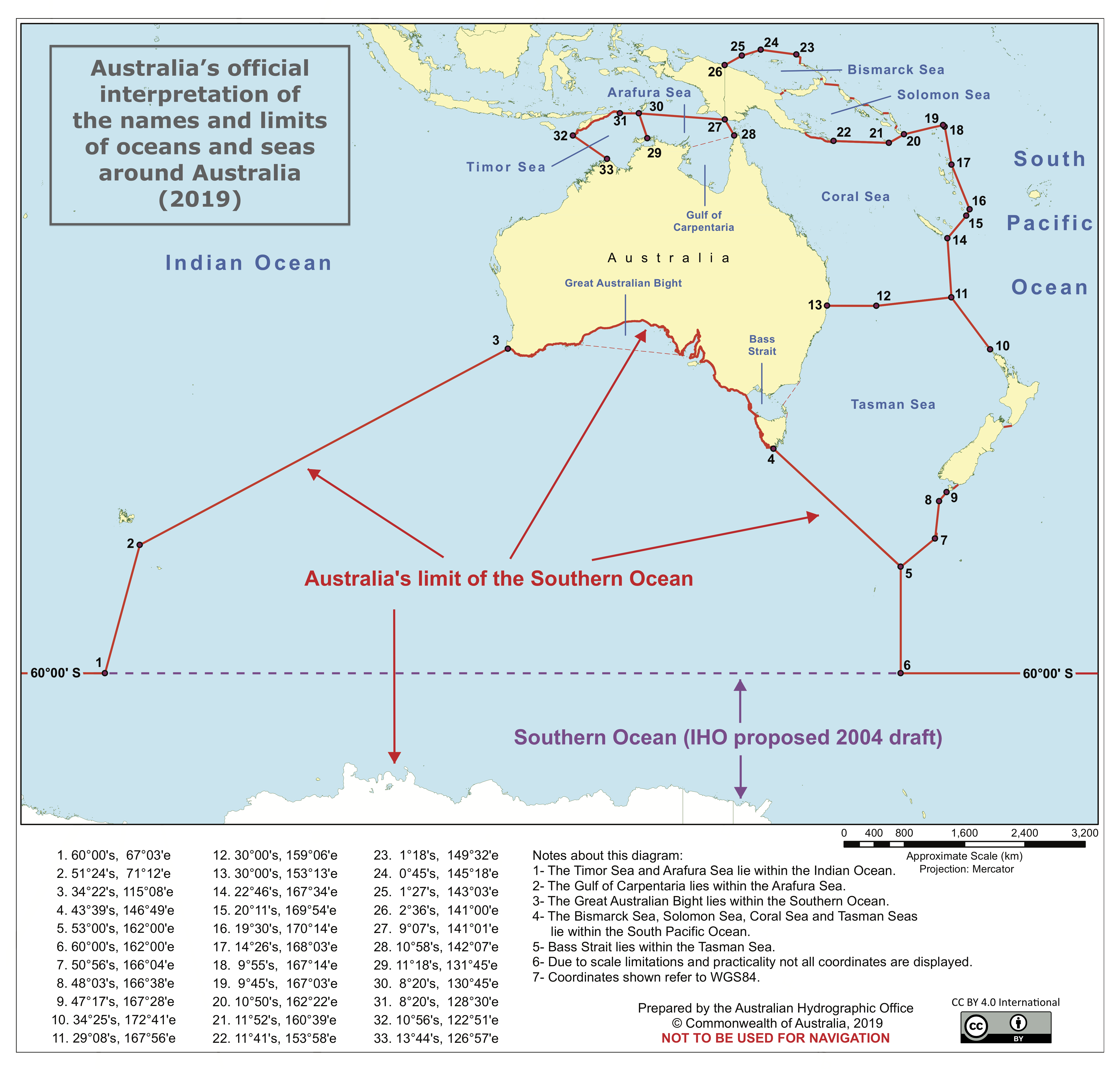
オーストラリアの主張する南極海の範囲

オーストラリアがIHO原案に反対しているため、海図上の南極海の範囲は公式には未確定である。IHO原案が南緯60度以南と定義しているのに対して、オーストラリアは自国領土のマクドナルド諸島（東経72°36′04″）とオーストラリア大陸最西端のルーウィン岬を結ぶ線、および、マッコーリー島（東経158° 51′）とタスマニア島南端のサウス・イースト岬を結ぶ線の範囲内で南緯60度以北からオーストラリア大陸までを南極海の範囲に含めるよう要求している。

## 日本と南極海

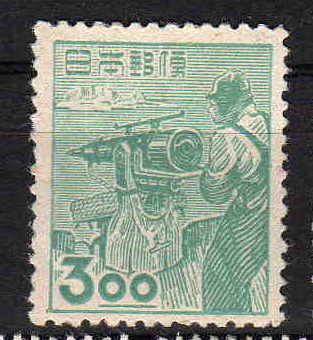
1949年に発行された捕鯨3円切手。左上に氷山らしきものが見える。

日本の場合、同海域およびその周辺海域で母船式の商業捕鯨が行われていた時代（1934年-1941年、1947年-1987年）には、南極観測もあいまって、一般の日本人の関心も深く、鯨、ペンギン、氷山などのイメージが広くあった。これは、当時の児童画などに上記のイメージの上で南極海が多く描かれたことなどでも窺える。しかし、商業捕鯨終了後はホエールウォッチングなどで、鯨の生息域といえば温暖な海域や、ベーリング海などの北半球の高緯度海域であるというイメージが強まり、南極海と鯨を結びつけるイメージは薄れた。加えて南極観測への関心も薄れ、南極海はかつてほど注目されていない。

## ギャラリー

南極海の範囲。
南極海に存在する主要な棚氷の位置。